# Boubacar Kamara
Boubacar Kamara, född 23 november 1999 i Marseille, är en fransk fotbollsspelare som spelar för Aston Villa.

## Karriär
Kamara debuterade för Marseille den 13 december 2016 i en Coupe de la Ligue-match mot Sochaux. Kamara gjorde sin Ligue 1-debut den 29 oktober 2017 i en 1–0-vinst över Lille, där han blev inbytt i den 80:e minuten mot Patrice Evra.
Den 23 maj 2022 värvades Kamara av Aston Villa, där han skrev på ett femårskontrakt.